# 欧文·费雪
欧文·费雪（英語：Irving Fisher，1867年2月27日—1947年4月29日），又譯艾爾文·費沙，著名的美国经济学家，许多术语以他命名，比如费雪方程式、費沙效應、國際費沙效應和费雪独立性理论。

## 生平
费雪从小具有很强的数学和发明的天分。他的父亲是教师和教会公职人员，所以费雪自小认为应该做对社会有用的人。费雪进入耶鲁大学后一个星期，他的父亲去世了，费雪不得不通过家教的方式来养活他的母亲，弟弟和他自己。1888年，费雪从耶鲁大学毕业。在校期间，他曾是骷髅会的会员。
费雪的指導教授是理論物理學家喬賽亞·威拉德·吉布斯和社會學家威廉·格雷厄姆·薩姆納。他在學校最好的功课是数学，但他更关心经济学，因為他發現經濟學為他的抱負和社會關注提供了更大的空間。
他将两者结合起来，也就是数理经济学，这样费雪在1891年获得了耶鲁大学第一个经济学哲学博士学位，論文題目是Mathematical Investigations in the Theory of Value and Prices《價值和價格理論中的數學研究》。
之后他在耶鲁大学担任助教，自1898年起，担任耶鲁大学的政治经济学教授，1935年任名譽教授。
在1896 年至 1910 年期間擔任《耶魯評論》編輯，並活躍於許多學術團體、研究所和福利組織。
他於 1918年擔任美國經濟學會主席。美國數學學會選他為 1929 年的吉布斯講師。
作為計量經濟學的主要早期支持者，他於 1930 年與朗纳·弗里施和Charles F. Roos共同創立了計量經濟學會。
费雪是一位多产的作家，主要集中的话题是第一次世界大战，二十世纪二十年代的繁荣和三十年代的经济危机。
在30年代華爾街股市大崩盤之前，他認為股市仍可一直漲下去，之後出現經濟大蕭條，他个人的股票投资也损失惨重。

## 主要著作
- 1892年，价值和价格理论的数学研究
- 1896年，增值和利息

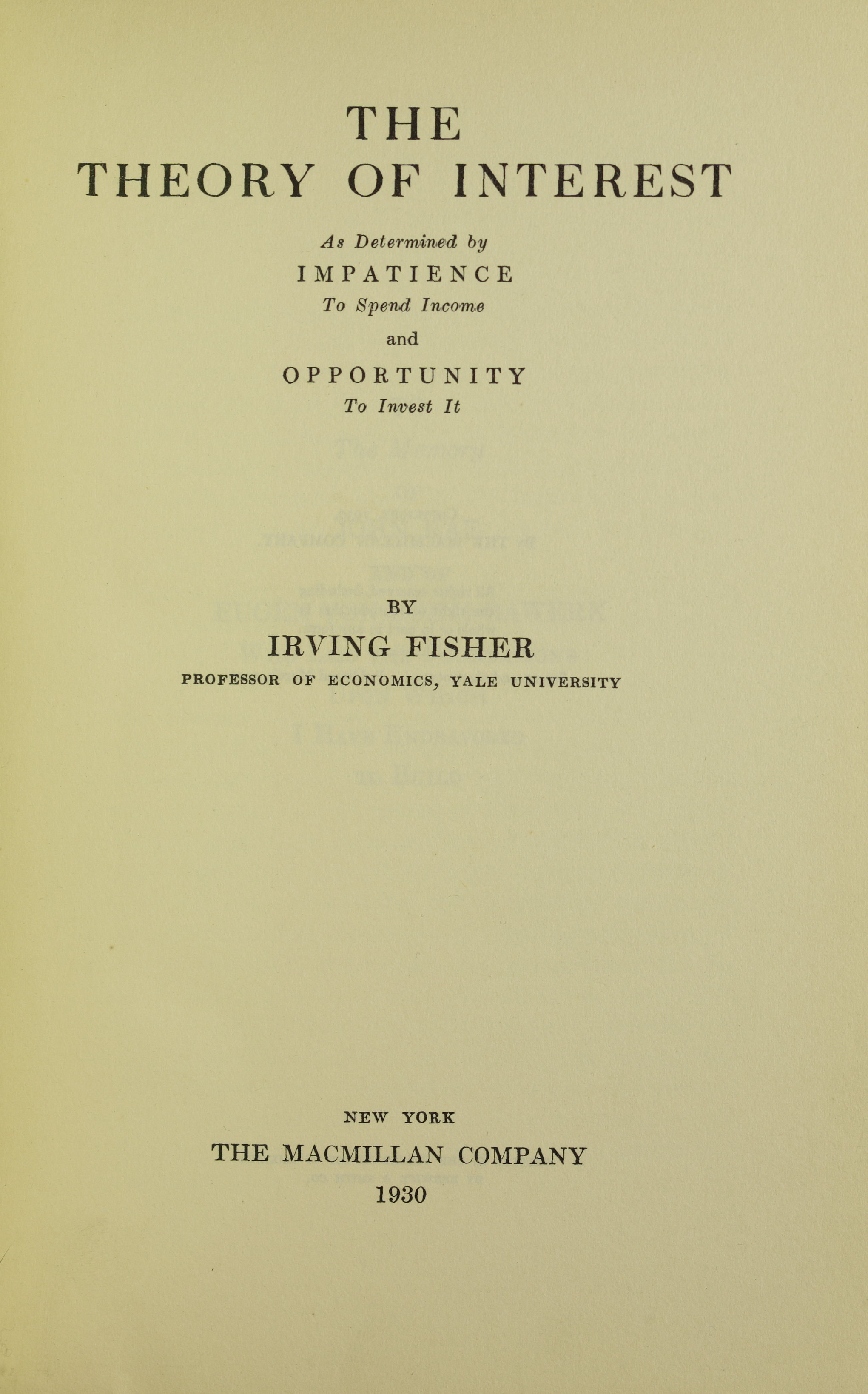
1930年出版的《利息理论》

- 1906年，资本和收入的性质(The Nature of Capital and Income)
- 1907年，利率
- 1910年，经济科学导论
- 1911年，货币购买力：与信贷，利息和危机的关联
- 1911年，经济学原理导论
- 1915年，如何生存
- 1921年，指数的最佳形式
- 1922年，指数之编制
- 1923年，商业周期就是货币之舞蹈，美国统计学月刊
- 1926年，失业率同价格变化之间的统计学关系，国际劳工
- 1927年，计量边际效用的统计学方法和累进收入税公平之测试
- 1930年，股市崩盘及后续
- 1932年，繁荣与萧条
- 1933年，大萧条的债务紧缩理论，经济学家
- 1935年，百分百货币

## 延伸阅读
- Allen, Robert Loring (1993). Irving Fisher: A Biography
- Dimand, Robert W. (2003). "Irving Fisher on the International Transmission of Booms and Depressions through Monetary Standards." Journal of Money, Credit & Banking. Vol: 35#1 pp 49+. online edition （页面存档备份，存于）
- Dimand, Robert W. (1993). "The Dance of the Dollar: Irving Fisher's Monetary Theory of Economic Fluctuations," History of Economics Review  20:161–172.
- Dimand, Robert W. (1994). "Irving Fisher's Debt-Deflation Theory of Great Depressions," Review of Social Economy  52:92–107
- Dimand, Robert W. . Journal of the History of Economic Thought. 1998, 20: 191–201. doi:10.1017/s1053837200001851.
- Dimand, Robert W., and Geanakoplos, John (2005). "Celebrating Irving Fisher: The Legacy of a Great Economist" American Journal of Economics & Sociology, Jan 2005, Vol. 64 Issue 1, pp. 3–18
- Dorfman, Joseph（德语） (1958). The Economic Mind in American Civilization, vol. 3.
- Fellner, William, ed. (1967). Ten Economic Studies in the Tradition of Irving Fisher
- Fisher, Irving Norton (1956). My Father Irving Fisher.
- Sasuly, Max. . Econometrica. 1947, 15: 255–78. doi:10.2307/1905330.
- Schumpeter, Joseph (1951). Ten Great Economists: 222–38.
- Schumpeter, Joseph (1954). A History of Economic Analysis (1954)
- Thaler, Richard (1999). "Irving Fisher: Behavioral Economist," American Economic Review.
- Tobin, James (1987). "Fisher, Irving,"  The New Palgrave: A Dictionary of Economics, Vol. 2: 369–76. Reprinted in American Journal of Economics and Sociology, Jan, 2005, 17 pages.
- Tobin, James (1985). "Neoclassical Theory in America: J. B. Clark and Fisher" American Economic Review (Dec 1985) vol 75#6  pp. 28–38 in JSTOR